# Love Is Okay
Love Is Okay is het debuutalbum van de Belgische band Evil Superstars.

## Tracklist
1. No More Bad People
2. Power of Haha
3. Go Home for Lunch
4. Parasol
5. Your Dump or Mine
6. Rocking All Over
7. Pantomiming with her Parents
8. Oh Funlump
9. We Need your Head
10. 1,000,000 Demons Can't Be Wrong
11. Miss Your Disease
12. Satan is in my Ass
13. Death by Summer

## Meewerkende muzikanten
- Muzikanten:
  - Bart Vandebroek (basgitaar)
  - Dave Schroyen (drums)
  - Marc Requilé (synthesizer)
  - Mauro Pawlowski (elektrische gitaar, zang)
  - Tim Vanhamel (backing vocals, elektrische gitaar)